# Stenotritus nitidus
Stenotritus nitidus är en biart som först beskrevs av Smith 1879.  Stenotritus nitidus ingår i släktet Stenotritus och familjen Stenotritidae. Inga underarter finns listade i Catalogue of Life.